# Miklós Kállay
Miklós Kállay de Nagy-Kálló (Nyíregyháza, 23 de janeiro de 1887 – Nova Iorque, 14 de janeiro de 1967) foi um político da Hungria. Durante a Segunda Guerra Mundial, Kállay serviu como primeiro-ministro de seu país.

## Carreira
Primeiro-ministro da Hungria durante a Segunda Guerra Mundial, de 9 de março de 1942 a 22 de março de 1944. No início Em 1942, o regente da Hungria, almirante Horthy, tentava colocar alguma distância entre ele e o regime de Hitler. Ele demitiu o primeiro-ministro pró-alemão László Bárdossy e o substituiu por Kállay, um moderado que Horthy esperava que afrouxasse os laços da Hungria com a Alemanha.

Kállay protegeu refugiados e prisioneiros com sucesso, resistiu à pressão nazista em relação aos judeus, estabeleceu contato com os Aliados e negociou condições sob as quais a Hungria mudaria de lado contra a Alemanha. No entanto, os Aliados não estavam perto o suficiente. Quando os alemães ocuparam a Hungria em março de 1944, Kállay se escondeu. Ele foi finalmente capturado pelos nazistas, mas foi libertado quando a guerra acabou. Ele foi para o exílio em 1946, morrendo duas décadas depois em Nova York.